# Hemispingus
Genre
Hemispingus est un ancien genre d'oiseaux de la famille des Thraupidae.

## Liste d'espèces
Selon la classification de référence du Congrès ornithologique international (version 5.2, 2015) :
- Hemispingus atropileus – Tangara à calotte noire
- Hemispingus auricularis – Tangara oreillard
- Hemispingus calophrys – Tangara des bambous
- Hemispingus parodii – Tangara de Parodi
- Hemispingus superciliaris – Tangara bridé
- Hemispingus reyi – Tangara à calotte grise
- Hemispingus frontalis – Tangara ocré
- Hemispingus melanotis – Tangara barbouillé
- Hemispingus ochraceus – Tangara de Berlepsch
- Hemispingus piurae – Tangara de Piura
- Hemispingus goeringi – Tangara de Goering
- Hemispingus rufosuperciliaris – Tangara à sourcils fauves
- Hemispingus verticalis – Tangara à tête noire
- Hemispingus xanthophthalmus – Tangara aux yeux jaunes
- Hemispingus trifasciatus – Tangara trifascié